# Silimarina

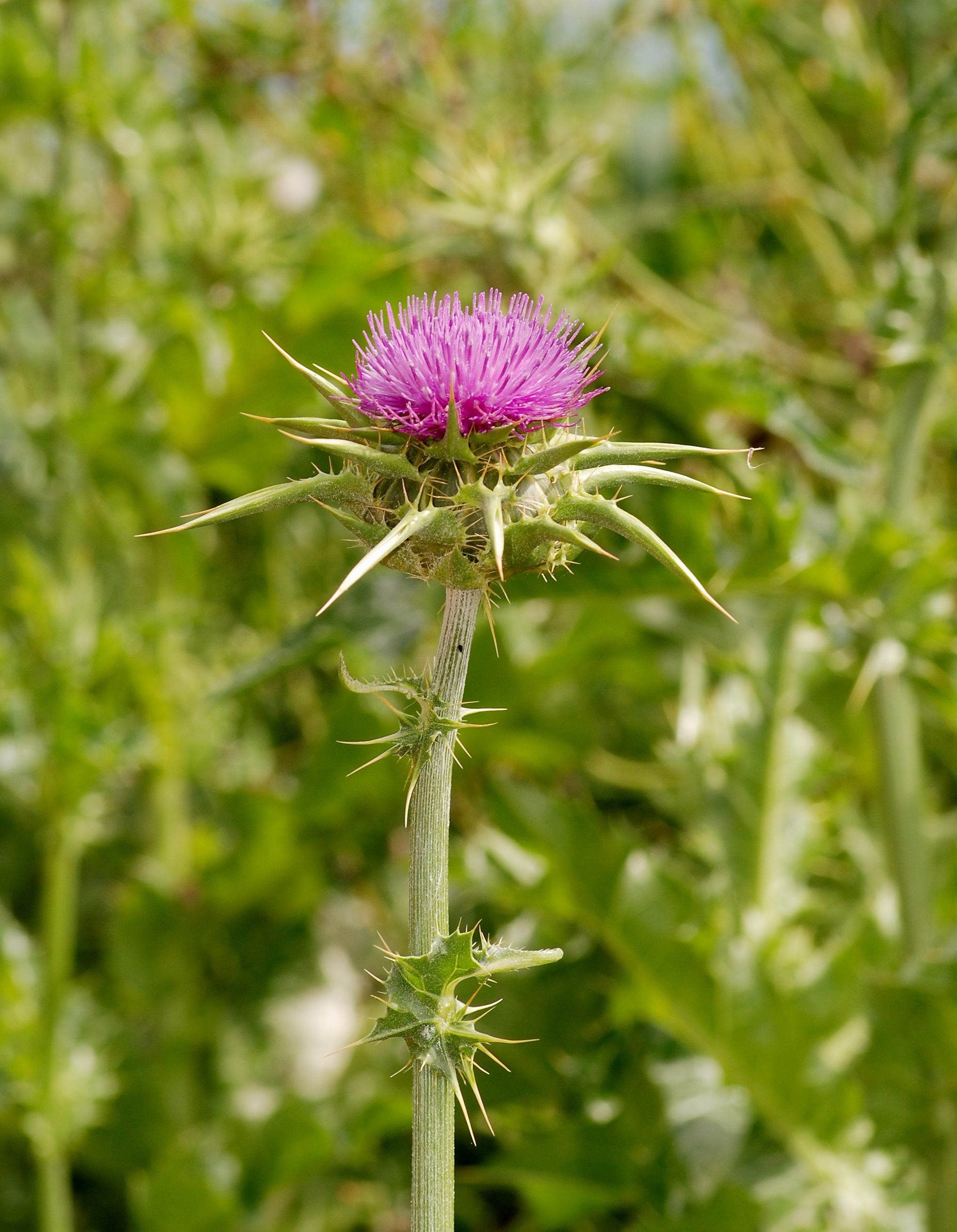
Carduus marianus, vegetal de onde é extraída a silimarina

Silimarina é um fármaco utilizado pela medicina como protetor do fígado. É um composto extraído do fruto da Silybum marianum. Deve ser comercializado na forma de extrato seco padronizado, contendo flavonóides. 

## Modo de ação
Age aumentando a síntese de RNA e também impedindo a peroxidação dos lípidos da membrana celular e dos organelos dos hepatócitos.
Hoje em dia, a Silimarina é muito usada por pessoas que ingerem grandes quantidades de álcool, pois ela protege o fígado atacado fortemente pelo álcool. Também é utilizada por atletas que fazem uso de anabolizantes tóxicos ao figado, como a Oximetolona (Hemogenim), o Estanozolol e a metandrostenolona (Dianabol).